# Az Aragón Korona országai
Az Aragón Korona országai történelmi állam Dél-Európában.

## Az állam adatai
A középkori Aragón Korona országainak területe különbözött az Aragóniai Királyságétól, amely az egykori történelmi államnak csak a névadó területét foglalja magában.

## Története
Petronila aragóniai királynő és IV. Rajmund Berengár barcelonai gróf házassága teremtette meg Aragónia és Katalónia perszonálunióját.